# فرانسیس پرت
فرانسیس پرت (انگلیسی: Francis A. Pratt؛ ۱۵ فوریهٔ ۱۸۲۷ – ۱۰ فوریهٔ ۱۹۰۲) یک مهندس اهل ایالات متحده آمریکا بود. وی بنیانگداز شرکت آمریکایی پرت اند ویتنی است.